# Alejandro Rodríguez de Valcárcel
Alejandro Rodríguez de Valcárcel y Nebreda (Burgos, 25 de diciembre de 1917-Madrid, 22 de octubre de 1976) fue un abogado del Estado y político español.
Miembro de Falange cuando se produjo el estallido de la Guerra civil, durante la Dictadura franquista desempeñó importantes cargos políticos: gobernador civil de varias provincias, vicesecretario general de FET y de las JONS, o presidente de las Cortes franquistas. Tras la muerte del dictador Francisco Franco ejerció las funciones de jefe de Estado, entre el 20 y el 22 de noviembre de 1975, como presidente del Consejo de Regencia.

## Biografía

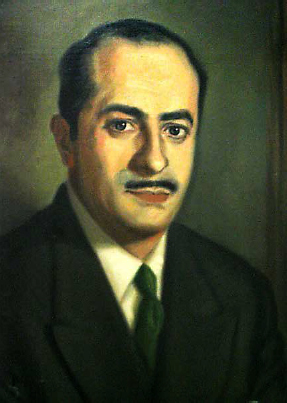
Retrato de Rodríguez de Valcárcel como presidente de la Diputación Provincial de Santander

### Juventud y primeros pasos
Nació en Burgos en 1917, en el seno de una familia de la burguesía burgalesa. Realizó estudios de derecho por la Universidad de Salamanca. Fundador y presidente de la Asociación de Estudiantes Católicos de Burgos, también sería militante del Partido Nacionalista Español. En 1934 se afilió al Sindicato Español Universitario (SEU) de Falange, partido en el que también ingresaría posteriormente. Militante falangista cuando se produjo el estallido de la Guerra civil, llegó a tomar parte en la misma integrado en una Bandera de la Falange de Burgos y alcanzaría el grado de teniente provisional.
Tras el final de la contienda terminó sus estudios de derecho, siendo nombrado delegado provincial de Justicia y Derecho de FET y de las JONS en la provincia de Santander; pronto se labró una buena consideración entre la Falange santanderina. Contrajo matrimonio con María Teresa Gavilán Alonso.

### Dictadura franquista
En 1944 fue nombrado presidente de la Diputación Provincial de Santander, cargo que desempeñó durante dos años. En noviembre de 1946 sería nombrado gobernador civil de Burgos —y jefe provincial de FET y de las JONS—, en sustitución de Manuel Yllera García-Lago. En colaboración y coordinación con la institución provincial burgalesa, realizó una intensa labor en favor de los pueblos dotándolos de servicios, vías de comunicación, nuevas escuelas y centros benéficos y culturales. Posteriormente ejerció como gobernador civil en la provincia de las Islas Baleares (1952-1953).
Durante la dictadura fue procurador en las Cortes franquistas, por su condición de miembro del Consejo Nacional de FET y de las JONS.
Ocupó los cargos de secretario nacional del Instituto Nacional de la Vivienda, vicepresidente del Instituto Nacional de Previsión, director de Asuntos Sociales del Instituto Nacional de Industria, y vicepresidente del Consejo Nacional del Movimiento (1965-1969) con el ministro José Solís Ruiz. Persona conocida por sus posturas «ultras», Franco le nombró presidente de las Cortes franquistas, cargo que desempeñó entre el 21 de noviembre de 1969 y el 25 de noviembre de 1975.
Situado en 1974 como impulsor allá por 1969 de ANEPA, en diciembre de 1975 se reincorporó de forma activa a dicha asociación política.

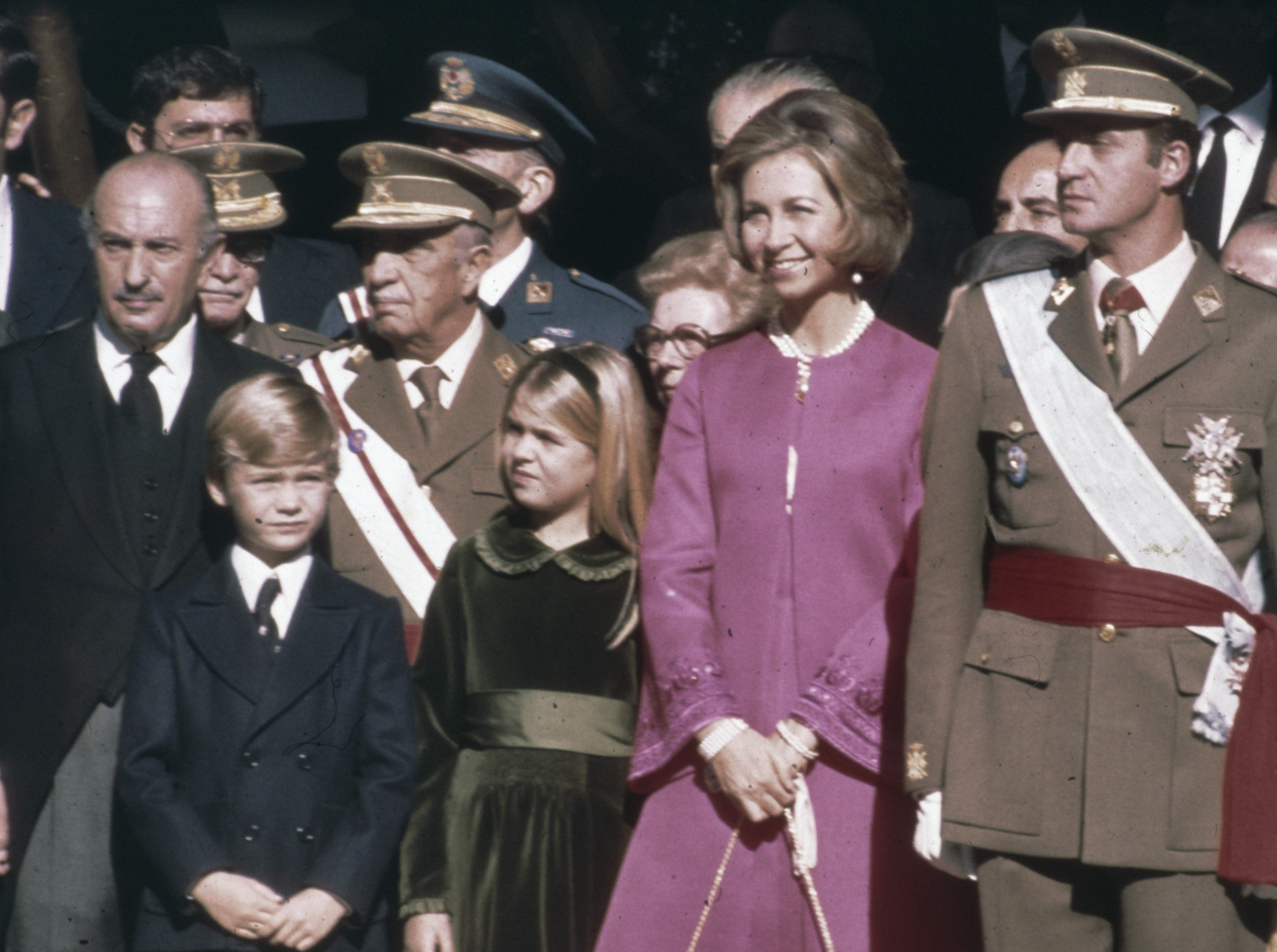
Juan Carlos I tras el acto de su proclamación como rey, sucesor de Franco, acompañado de su esposa Sofía de Grecia y de sus hijos Felipe y Cristina. A la izquierda el presidente de las Cortes franquistas, Alejandro Rodríguez de Valcárcel, de chaqué, junto al jefe de la Casa del Rey, el marqués de Mondéjar, de uniforme militar.

Como presidente del Consejo de Regencia fue responsable del traspaso de poderes entre Francisco Franco y el rey Juan Carlos I.
En las últimas sesiones del Consejo, cuando se discutía la Ley para la Reforma Política, falleció en el Hospital de La Paz de Madrid, donde había acudido por su propio pie para una revisión rutinaria, aquejado de una afección cardiaca. El rey le concedió el título de conde de Rodríguez de Valcárcel a título póstumo.

## Familia
Su hermano Carlos también ocupó importantes cargos durante la Dictadura franquista, llegando a ser jefe nacional del SEU.

## Distinciones honoríficas
España
- Gran Cruz de la Orden de Carlos III
- Gran Cruz de la Orden de Isabel la Católica
- Gran Cruz de la Orden de Alfonso X el Sabio
- Gran Cruz de la Orden Imperial del Yugo y las Flechas

Otros países
- Gran Cruz de la Orden del Libertador San Martín (República Argentina)